# Бісмарк (Німеччина)
Бісмарк (нім. Bismark) — місто в Німеччині, розташоване в землі Саксонія-Ангальт. Входить до складу району Штендаль.
Площа — 289,43 км2. Населення становить 8057 ос. (станом на 31 грудня 2021).